# Phimbi
Le phimbi (ou pimbi) est une langue bantoue parlée au Mozambique.
Le nombre de locuteurs a été estimé à 6 000.

## Classification
Le phimbi est classé avec le nsenga avec le code N.41 dans la classification de Guthrie.